# Taissa Farmiga
Taissa Farmiga (/tɑːˈiːsə fɑrˈmiːɡə/; n.17 august 1994) este o actriță americană. Ea a început cariera în film, în teatru Sol mai Mare (2011), și, ulterior, a făcut-o televiziune de debut pe programul FX in serialul American Horror Story: Casa Crimei (2011). 
Farmiga a apărut în filmele: The Bling Ring (2013), Mindscape (2013), La Middleton (2013), The Final Girls (2015), 6 Years (2015),  In a Valley of Violence (2016), The Nun (2018) și  Rules Don't Apply (2016). Ea este vocea lui Raven în filmul animat Justice League vs Teen Titans (2016) și  Teen Titans: The Judas Contract (2017).

## Filmografie

### Film
| An   | Titlu                              | Rolul                         | Note                 |
| ---- | ---------------------------------- | ----------------------------- | -------------------- |
| 2011 | Sol Mai Mare                       | Walker Teenage Corinne Walker |                      |
| 2013 | Bling Ring The Bling Ring          | Moore Sam Moore               |                      |
| 2013 | La Middleton                       | Martin Audrey Martin          |                      |
| 2013 | Mindscape                          | Greene Anna Greene            |                      |
| 2014 | Jamesy Boy                         | Sarah                         |                      |
| 2015 | Final Girls The Final Girls        | Cartwright Max Cartwright     |                      |
| 2015 | 6 Ani                              | Clark Melanie Clark           |                      |
| 2015 | Cota                               | Williams Krystal Williams     | Film de scurt metraj |
| 2016 | In a Valley of Violence            | Mary-Anne                     |                      |
| 2016 | Justice League vs Teen Titans      | Raven (voce)                  |                      |
| 2016 | Rules Don't Apply                  | Bransford Sarah Bransford     |                      |
| 2017 | Teen Titans: The Judas Contract    | Raven (voce)                  |                      |
| 2018 | What They Had                      | Emma Ertz                     |                      |
| 2018 | The Long Dumb Road                 | Rebecca                       |                      |
| 2018 | The Nun                            | Sister Irene                  |                      |
| 2018 | We Have Always Lived in the Castle | Merricat Blackwood            |                      |
| 2018 | The Mule                           | Ginny                         |                      |
| 2020 | Justice League Dark: Apokolips War | Raven                         | rol de voce          |
| 2021 | John and the Hole                  | Laurie Shay                   |                      |
| 2023 | The Nun II                         | Sister Irene                  |                      |

### Televiziune
| An           | Titlu                              | Rolul                   | Note                             |
| ------------ | ---------------------------------- | ----------------------- | -------------------------------- |
| 2011         | American Horror Story: Casa Crimei | Harmon Violet Harmon    | 11 episoade                      |
| 2013-2014    | American Horror Story: Coven       | Benson Zoe Benson       | 13 episoade                      |
| 2015         | Wicked City                        | McClaren Karen McClaren | 8 episoade                       |
| 2016         | American Horror Story: Roanoke     | Green Sophie Green      | Episod: "Capitolul 9"            |
| 2018         | American Horror Story: Apocalypse  | Zoe Benson              | 5 episoade                       |
| 2018         | American Horror Story: Apocalypse  | Violet Harmon           | Episod: "Return to Murder House" |
| 2019         | The Twilight Zone                  | Annie Miller            | Episod: "Not All Men"            |
| 2020         | 50 States of Fright                | Hannah Sullivan         | 3 episoade                       |
| 2022–prezent | The Gilded Age                     | Gladys Russell          | Rol principal                    |

## Teatru
| An   | Titlu        | Rolul  | Note                    |
| ---- | ------------ | ------ | ----------------------- |
| 2016 | Buried Child | Shelly | Noul Grup, Off-Broadway |

## Premii și nominalizări
| An   | Asociația                                   | Premiul                                         | Munca                               | Rezultatul   | Ref(s) |
| ---- | ------------------------------------------- | ----------------------------------------------- | ----------------------------------- | ------------ | ------ |
| 2012 | Online Film & Television Association Awards | Cel mai bun Ansamblu într-un serial dramatic    | American Horror Story: Murder House | Nominalizare | [ 4 ]  |
| 2014 | Online Film & Television Association Awards | Cel mai bun Ansamblu într-un film sau Miniserie | American Horror Story: Coven        | Nominalizare | [ 5 ]  |
| 2015 | Fright Meter Awards                         | Cea mai bună Actriță într-un Rol principal      | The Final Girls                     | Nominalizare | [ 6 ]  |